# مورچه‌کش
مورچه‌کش (انگلیسی: The Ant Bully) انیمیشنی کامپیوتری در سبک ماجراجویی، فانتزی، کمدی و کودکان به نویسندگی و کارگردانی جان ای. دیویس است که در سال ۲۰۰۶ به نمایش درآمد. این فیلم بر اساس یک کتاب کودکان با همین نام نوشته جان نیکل ساخته شده است.

## چکیده داستان
هنگامی که لوکاس کوچولو سرگرم ترساندن یک کلونی از مورچه هاست، مورچه ها تصمیم می گیرند او را با تبدیل کردن به یکی از خودشان مجازات کنند. مورچه ها لوکاس را به کندوی خود می برند که در خطر نابودی است زیرا او، به جای پدر و مادرش، قراردادی با یک کشنده حشرات امضا کرده است. بنابراین زندگی «جدید» او به مویی بند است...

## بازیگران
- جولیا رابرتس
- نیکلاس کیج
- مریل استریپ
- پل جیاماتی
- زاچ تایلر ایزن
- رجینا کینگ
- بروس کمپبل
- لیلی تاملین